# 赫德铜像
赫德铜像，城市纪念性铜像雕塑，1914年起树立于上海外滩，主要为了纪念英籍大清皇家海关总税务司罗伯特·赫德。1941年，该铜像为日军拆除融化，现只留存铜像基座，保存于上海市历史博物馆。

## 历史
1908年，73岁高龄的总税务司赫德因病返回英国治疗，3年后在英国病逝。鉴于赫德作为英国籍人士在担任海关总税务司时期所起的杰出作用，英国驻上海总领事馆及公共租界工部局决议于上海外滩树立赫德铜像，以示纪念。
1914年5月23日，铜像在九江路外滩的海关大楼前正式落成，各国驻沪领馆人员、军政各界人士到场出席落成典礼。赫德铜像由英国设计师设计，并且在英国铸造完成，并运抵上海。1927年海关迁移至新址（即今天上海海关大楼）时，铜像亦移至新大楼前。铜像并由面向东改为面朝西，正对海关大门。1941年12月8日，日军进驻上海公共租界，日军为消除欧美殖民影响，于是推倒了租界内所有英美人士的塑像。赫德铜像亦被拆除。后铜像被熔化。而基座则被丢弃于河滨公园。1986年为上海市历史博物馆发现，并收为馆藏。

## 铜像构造
铜像由底座、座基、铜像三个部分组成。底座为四级石阶，石阶之上为长方形的座基，座基四周都刻有与赫德有关的文字和雕塑。基座的北部镌刻有一个在地球上行走的男子，寓意为赫德创立的中国邮政并使之走向世界；南侧刻石则为一女子站在岩石上双手举灯眺望大海，这图寓意赫德带领的海关走向世界。东西两侧的石碑，则主要刻有赫德的生卒年代与生平事迹。其中生平事迹中文题刻如下：
|  | 前清太子太保尚书衔总税务司英男爵赫君德，字鹭宾，生于道光己未，卒于宣统辛亥，享遐龄者七十七年；综关榷者四十八载，创办全国邮政，建设沿海灯楼，资矜式于邦人，备咨询于政府，诚悫谦忍，智果明通，立中华不朽之功，膺世界非常之誉，爰铸铜像，以资不忘。 |

而赫德铜像则依照1908年，赫德返回英国时，在永定门车站时被拍下的一张照片为原型进行塑造。赫德身着齐膝大衣，双手放在背后，头部略微低沉。